# محافظة هايلاند الجنوبية
محافظة هايلاند الجنوبية  هي محافظة في بابوا غينيا الجديدة، بلغ عدد سكانها 510,245  نسمة وذلك حسب إحصائيات سنة 2011، عاصمتها ميندي ‏، تبلغ مساحتها 15,098 كيلومتر مربع.

## الموقع
تشترك في الحدود مع:
- الخليج (بابوا غينيا الجديدة)
- مقاطعة الهضاب الغربية  [لغات أخرى]‏
- Jiwaka Province [الإنجليزية]‏
- مقاطعة إنغا  [لغات أخرى]‏
- Western Province (Papua New Guinea) [الإنجليزية]‏
- Hela Province [الإنجليزية]‏
- محافظة تشيمبو.